# ناحیه نورترن، شهرستان فرانکلین، ایلینوی
ناحیه نورترن (به انگلیسی: Northern Township) یک منطقهٔ مسکونی در ایالات متحده آمریکا است که در شهرستان فرانکلین، ایلینوی واقع شده‌است. ناحیه نورترن ۱۵۰ متر بالاتر از سطح دریا واقع شده‌است.